# Zárodečný vak
Zárodečný vak (megagametofyt) je samičí gametofyt semenných rostlin, tedy rostlin nahosemenných a krytosemenných. Obsahuje samičí haploidní pohlavní buňku zvanou vaječná buňka nebo oosféra. Megagametofyty nahosemenných a krytosemenných rostlin se liší, vyskytují se také drobnější odchylky v rámci nižších taxonů.
Pro srovnání, samčí gametou je spermatická buňka obsažená v mikrogametofytu.

## Krytosemenné

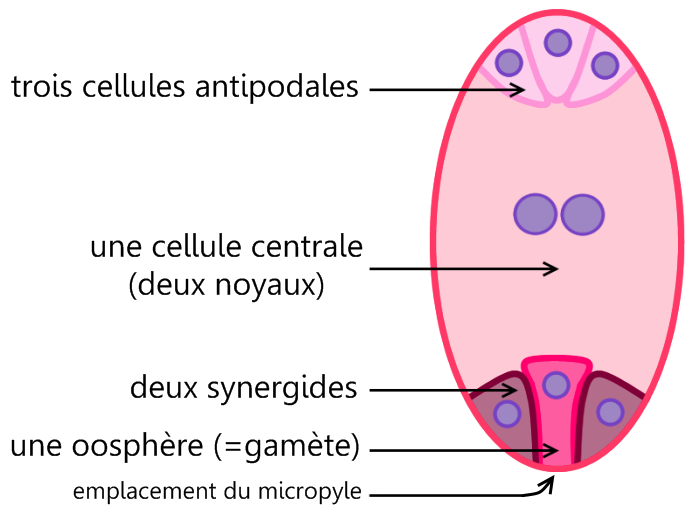
samičí gametofyt s antipodami, synergidami, oosférou etc

Gametofyt krytosemenných rostlin je ze všech gametofytů nejredukovanější. Vzniká v mateřském sporofytu a po celou dobu své existence je na něm plně závislý. Tvoří se z diploidního sporocytu, který se meiosou mění ve čtyři haploidní mladé zárodečné vaky, z nichž tři abortují. Jediný přeživší zárodečný vak postupně zraje a mění se ve zralý zárodečný vak. Tato přeměna zahrnuje celkem tři mitózy, ovšem bez cytokineze, takže nakonec vzniká syncytium s osmi haploidními jádry. Ta začnou migrovat – tři se usadí na pólu gametofytu u chalázy neboli poutka, které spojuje gametofyt se sporofytem, dvě uprostřed a tři na pólu u otvoru klového, kterým bude po opylení pronikat pylová láčka. Pak dojde k tvorbě buněčných přepážek, které obalí každé jádro zvlášť (pouze dvě jádra uprostřed buňky zůstanou spolu), získáme tedy uvnitř bývalého sporocytu, nyní zralého zárodečného vaku, sedm buněk – šest haploidních, jednu diploidní. Tři buňky u chalázy se nazývají antipody, diploidní buňka uprostřed zárodečného vaku jádro zárodečného vaku, dvě buňky u otvoru klového jsou synergidy a jedna buňka u otvoru klového je oosféra. Oosférou se stane prostřední buňka ze tří, které se nacházejí u otvoru klového.
Při oplození megagametofytu spermatickými buňkami ze samčího mikrogametofytu dochází ke dvojitému oplození – jednou spermatickou buňkou je oplozena oosféra za vzniku diploidní zygoty, která dá vznik následující generaci, druhou spermatickou buňkou je oplozeno jádro megagametofytu za vzniku triploidního endospermu.

## Nahosemenné
Gametofyt nahosemenných rostlin je také velmi redukovaný a zcela závislý na mateřském sporofytu, v porovnání s krytosemennými vaky ale není redukovaný tolik. Megagametofyt nahosemenných rostlin je mnohobuněčný, nevyskytuje se zde dvojité oplození (oplozena je pouze oosféra, jádro megagametofytu ne a endosperm tak zůstává haploidní), pouze u Gnetaceae je jeho náznak (druhá spermatická buňka splývá s některou buňkou kanálkovou, vzniklá struktura ovšem abortuje). V přístupu k oosféře brání spermatické buňce několik kanálkových buněk, které musí před oplozením odumřít spácháním apoptózy.